# Alemanes del Volga
Los alemanes del Volga (en alemán: Wolgadeutsche o Russlanddeutsche, 'alemanes de Rusia'; en ruso: поволжские немцы, povólzhskie nemtsy) eran alemanes étnicos que vivían en las cercanías del río Volga —en la región europea meridional de Rusia occidental, alrededor de Sarátov y más hacia el sur—, que conservaron el idioma alemán, la cultura alemana, sus tradiciones y prácticas religiosas (tanto protestantes como católicas). Los alemanes del Volga desarrollaron el asentamiento más numeroso entre los alemanes de Rusia.
A finales del siglo XIX y principios del siglo XX, numerosos alemanes del Volga emigraron a Argentina, Brasil, Canadá, y Estados Unidos. Esta emigración estuvo motivada por el cambio de las condiciones en Rusia y las hostilidades crecientes.
Desde entonces, dichas hostilidades hacia los alemanes étnicos fueron en aumento en Rusia hasta que finalmente, en 1941, bajo la dictadura de Stalin, todos los alemanes fueron deportados a gulags (campos de trabajos forzados) ubicados en Siberia y otros lugares de Asia Central, lo que provocó un genocidio. Luego del colapso de la Unión Soviética en 1991 y la apertura de las fronteras, muchos de los alemanes sobrevivientes que aún quedaban en Rusia emigraron a Alemania. 
Actualmente, las únicas cifras respecto a la existencia de descendientes de alemanes en Rusia son las que refiere el gobierno ruso, ya que no hay observadores internacionales.

## En Rusia

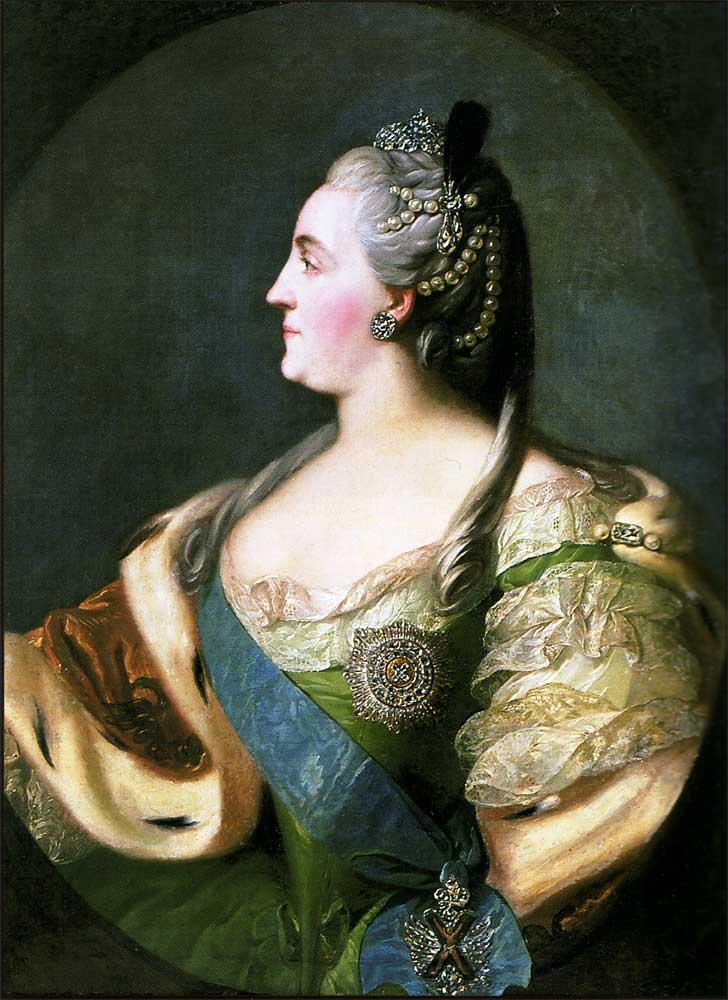
Catalina II de Rusia.

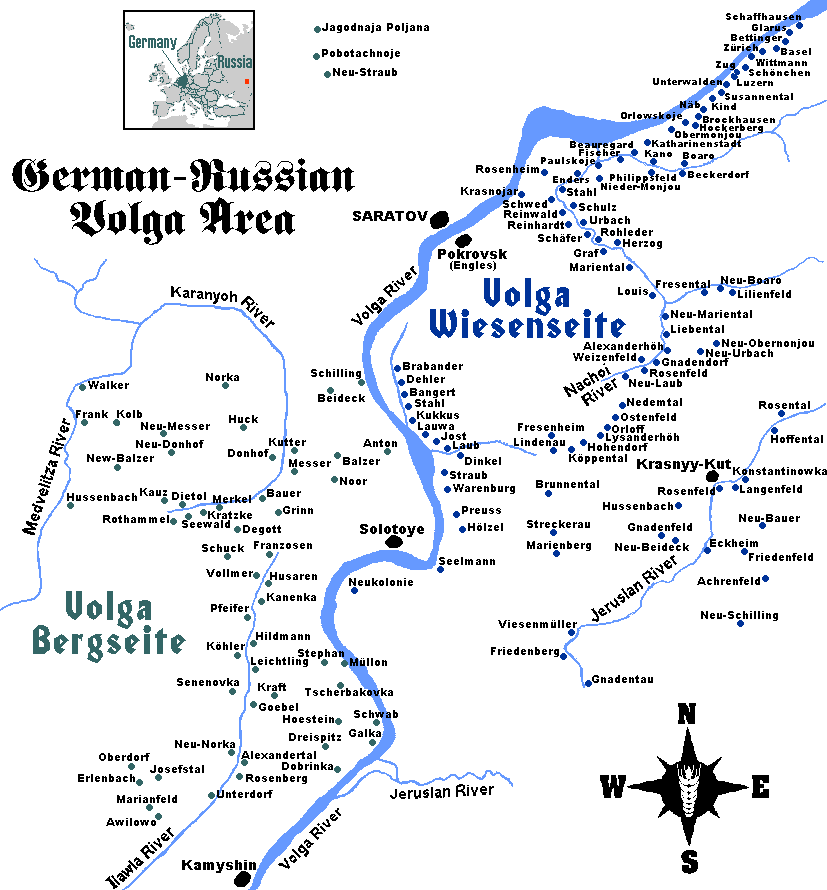
Algunas de las principales colonias alemanas en la región del Volga.

Comenzaron a emigrar a partir de 1763, principalmente de los territorios que en la actualidad conforman los estados de Hesse, Renania-Palatinado, Baden-Wurtemberg y Baviera, para reunirse en la ciudad de Büdingen, en Oberhessen, desde donde emprendieron todos juntos el viaje hacia Rusia, aceptando una invitación de la emperatriz Catalina II de Rusia de afincarse en las tierras del bajo Volga. Los primeros contingentes debieron llegar primero a la ciudad portuaria de Lübeck, en Alemania, para luego embarcarse con destino a la ciudad Oranienbaum, Rusia. Una vez allí, debieron viajar hasta la ciudad de San Petersburgo, lugar desde donde partieron hacia la región del Volga. Allí fundaron el 29 de junio de 1764 la primera aldea, Dobrinka (en alemán: Moninger; en el actual raión de Krasnoarmeisk, óblast de Sarátov). Entre 1764 y 1772 se establecieron 106 colonias a lo largo del río Volga, cerca de Sarátov, totalizando 30 623 habitantes en esa primera colonización. Históricamente, estas primeras colonias se conocieron como "colonias madres". Los alemanes se dividieron en colonias protestantes y colonias católicas. A medida que estas colonias crecían en población, se hacían necesarias otras tierras. Así, a partir de 1848 se establecieron una serie de "colonias hijas", principalmente al sur y al este de las colonias originales. Las colonias hijas estaban habitadas por descendientes de los colonos originales y de igual modo se dividían según su confesión religiosa (no había colonias mixtas).
Al lado occidental del Volga se lo llamó Bergseite (pronunciación en alemán: /ˈbɛrkzaitə/, lado montañoso) y al lado este, Wiesenseite (pronunciación en alemán: /ˈviːzn̩zaitə/, lado de prados o llano). Así, las colonias fundadas se identifican como las que son de la Bergseite (correspondiente a la Gobernación de Sarátov) o de la Wiesenseite (correspondiente a la Gobernación de Samara). Y se fijó como capital de la primera la ciudad de Sarátov, y como capital o centro jurídico de la segunda, a Samara. Actualmente, en cambio, el óblast de Sarátov abarca tierras a ambos lagos del río Volga. 
La inmigración alemana a esta zona se mantuvo siempre constante durante casi 100 años, aunque hacia el último período algunos se asentaron en las tierras de Odesa, a orillas del mar Negro, en respuesta a otro edicto que invitaba a colonizar especialmente a alemanes, pero esta vez de parte del zar Alejandro I de Rusia, nieto de Catalina. Este grupo es conocido como los alemanes del mar Negro. Los que se asentaron en el Cáucaso, en tanto, son conocidos como alemanes del Cáucaso.
Las profesiones de los alemanes asentados en el Volga eran muy diversas: farmacéuticos, médicos, abogados, ingenieros, profesores, así como zapateros, herreros, panaderos, demás artesanos y una mayoría de agricultores que buscaban un lugar de paz para vivir, ya que Alemania estaba padeciendo el largo sufrimiento de las guerras sucesivas entre ducados. Durante el siglo XVII tuvo lugar la guerra de los Treinta Años, que duró de 1618 a 1648, y ya entrado el siglo XVIII, la guerra de los Siete Años, de 1755 a 1763. Por aquel entonces, la zarina Catalina la Grande, ella misma alemana, invitaba a sus compatriotas a través de edictos a colonizar las tierras sobre las que tenía soberanía y les prometía una serie de condiciones o privilegios que, a su criterio, harían más atractivo el movimiento migratorio. Por caso, práctica libre de la religión (el único requisito era que sólo podían ir los que fueran cristianos), exención del servicio militar, libre ejercicio y uso del idioma natal, organización escolar propia y dirección administrativa de sus colonias y aldeas por estatutos propios, entre otros. En síntesis, lo que Catalina les prometía era continuar siendo étnica y jurídicamente alemanes, aunque se trasladaran a vivir a las heladas estepas rusas como ella lo deseaba. 
Sin embargo, si bien eso les fue respetado, al llegar a Rusia fueron obligados a confinarse por completo a las actividades del campo, y sólo unos pocos pudieron dedicarse a su profesión o a vivir de lo que habían estudiado tal como lo deseaban. Al mismo tiempo que se les impedía salir del territorio, debieron jurar fidelidad a su majestad imperial. De esta manera, los alemanes entendieron que sólo vivirían para trabajar, y durante varias generaciones los ancianos murieron sin haber conocido el esparcimiento. Confiaron en que si lograban llevar una vida sumamente austera y podían cumplir con todas las privaciones que se imponían, sus hijos podrían gozar de una mejor condición, lo que les permitiría hacer valer sus derechos. 
El riguroso abocamiento al trabajo por parte de los alemanes y su intransigente sentido del deber, hicieron que ni ellos ni sus descendientes se permitieran la ociosidad, como tampoco gozar de comodidades que se basaran en acortar las jornadas de trabajo, y durante muchos años se había prohibido la celebración de fiestas, con excepción de los ritos religiosos, que eran cumplidos con suma adhesión por toda la comunidad.
Como consecuencia de eso, al cumplirse el primer siglo de la colonización alemana en el Volga, las espigas de trigo cubrían una superficie mayor que la de la Suiza actual, y los alemanes del Volga se convirtieron en importantes terratenientes. No obstante, nunca delegaron las tareas rurales, de modo que las familias que se encontraban en mejor posición económica continuaron trabajando sus campos para poder enviar a sus hijos a estudiar a universidades de Alemania. Una vez graduados, a muchos les era prohibido regresar de nuevo a Rusia para ver a sus padres y tomar contacto con sus seres más directos, por lo que varias familias se desesperanzaron y creyeron que ya nada podían hacer.
La eficiencia que lograron durante todos sus propios gobiernos, la adhesión total al trabajo y los contratos de radicación y colonización favorecieron el desarrollo de las colonias y ciudades. A los descendientes de los primeros pobladores les aseguraban quedar exentos "eternamente" de la mayoría de las obligaciones que tenían los propios habitantes de Rusia, incluida la de prestar servicio militar. La alta tasa de natalidad, junto con la continua inmigración, multiplicó notablemente la población alemana en el Volga, al punto que entre 1838 y 1880 sólo la cantidad de aldeas alemanas que se encontraban circundantes al río ascendía a 583. Conservaron con extrema rigurosidad el idioma alemán y el cúmulo de tradiciones heredadas de sus familias y maestros, y no se daban casamientos mixtos entre rusos y alemanes. De este modo, mantuvieron intacto el legado antropológico y cultural de sus ancestros.
Pese a los logros que habían alcanzado, en 1864 las penurias se agudizaron debido a las pérdidas de los privilegios otorgados por Catalina la Grande. Esto provocó que fuertes contingentes de alemanes comenzaran a emigrar hacia América a partir de 1872. Sus destinos fueron Canadá y Estados Unidos especialmente entre los evangélicos, mientras que muchos católicos optaron por Brasil, Argentina y en menor medida Paraguay.

## En Norteamérica

### Canadá
Desde 1874 hasta 1879 llegaron contingentes de menonitas de Rusia a Canadá y se asentaron en Winnipeg y la Columbia Británica, especialmente en Vancouver, mientras que otros grupos se afincaron en la provincia de Alberta. 
Desde la segunda etapa en 1893, las oleadas estaban constituidas por grupos de alemanes de confesiones cristianas diversas: católicos, luteranos, bautistas. 
La tercera se dio en 1897; la cuarta entre 1923 y 1932 con contingentes de alemanes de la zona de Odesa y el mar Negro.
Y la quinta, en 1947, nuevamente con inmigrantes alemanes llegados desde el mar Negro.

### Estados Unidos

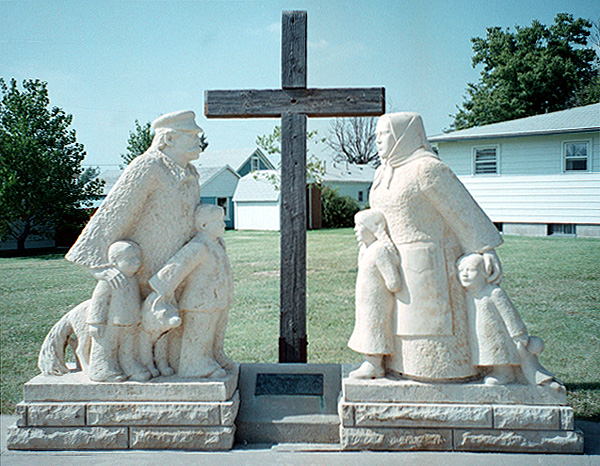
Estatua conmemorativa de una familia de alemanes del Volga en Victoria, Kansas, EE. UU.

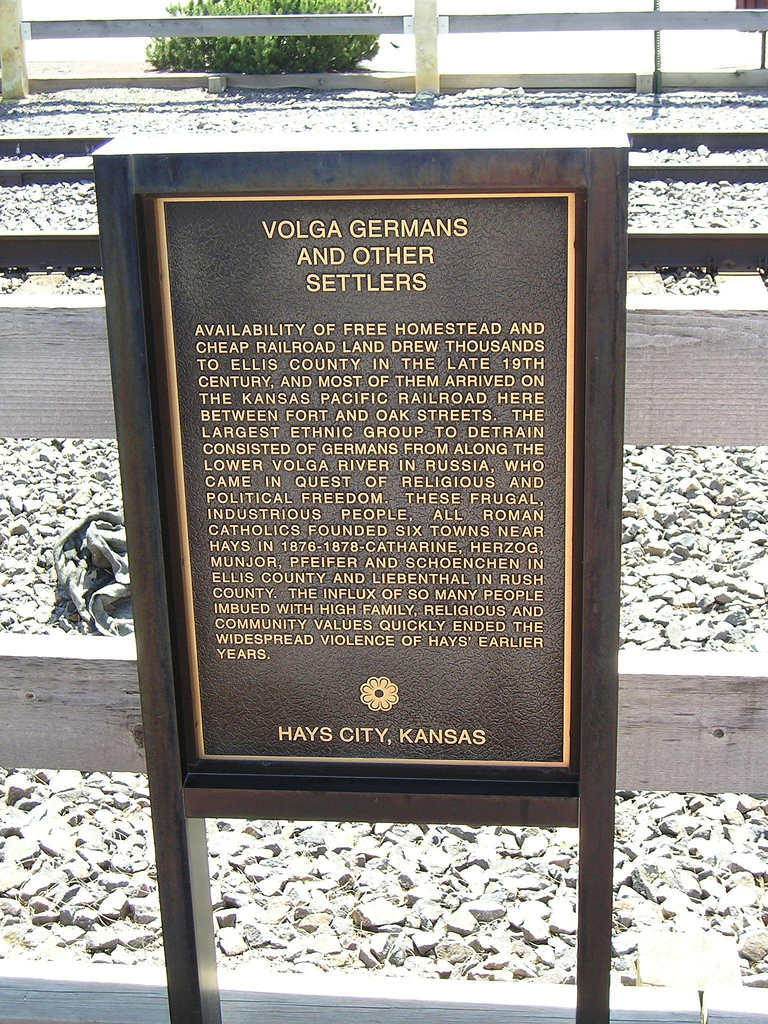
Referencia histórica en Hays, Kansas, EE. UU.

Desde 1872 hasta 1891 llegaron contingentes de alemanes procedentes de Rusia a Estados Unidos y se fueron asentando en los estados de Dakota del Norte, Dakota del Sur, Nebraska, Iowa, Kansas y Arkansas.
A partir de 1848, los alemanes católicos prefirieron tomar el rumbo de América del Sur, ya que el gobierno de Estados Unidos era mayoritariamente afín al protestantismo, a diferencia de Brasil y Argentina, en que la mayor parte de la población era católica.
Actualmente, si bien los descendientes de alemanes del Volga viven en diversos estados, componen un alto porcentaje de la población en el estado de Kansas, con presencia en casi todos sus pueblos y ciudades.
En 1970, asimismo, los descendientes de alemanes del Volga componían el segundo grupo étnico más importante del estado de Colorado (colindante con Kansas), solo sobrepasado por los hispanoparlantes.
Por otro lado, se estima que el 30-40% de la población de Dakota del Norte es descendiente de alemanes de Rusia, principalmente de alemanes del mar Negro.

## En Sudamérica

### Brasil
Hacia 1876 el Imperio de Brasil, actual Brasil, era una monarquía y Pedro II invitó a los alemanes del Volga a poblar su territorio. A partir de entonces, las oleadas de inmigrantes alemanes se afincaron en los estados de São Paulo, Paraná, Santa Catarina y Río Grande del Sur.

### Uruguay
Muchos de los que se afincaron en Uruguay ya habían desembarcado en Porto Alegre y de allí se dirigieron hacia el sur por tierra. Una minoría desembarcó en Montevideo y otros llegaron como resultado de colonizaciones "hijas" de alemanes del Volga de la provincia argentina de Entre Ríos, que limita con Uruguay. Con todo, los alemanes del Volga asentados en Uruguay representaron casos excepcionales.

### Argentina
Los que llegaron a la Argentina lo hicieron merced a una ley del entonces presidente argentino Nicolás Avellaneda. El 5 de enero de 1878 se fundó la primera colonia de alemanes del Volga en Argentina, siendo ésta Colonia Hinojo, ubicada en Olavarría, en el interior de la Provincia de Buenos Aires. Un poco más tarde, el 21 de julio de ese mismo año, algunos alemanes del Volga que habían arribado al país junto a los primeros, se dirigieron al departamento de Diamante de la Provincia de Entre Ríos para fundar las colonias de General Alvear. Tras esos primeros primeros asentamientos de 1878, en los años que siguieron, se daría el resto de las fundaciones de colonias. La población total de descendientes de alemanes del Volga en la Argentina está estimada en alrededor de 2 000 000 de habitantes.

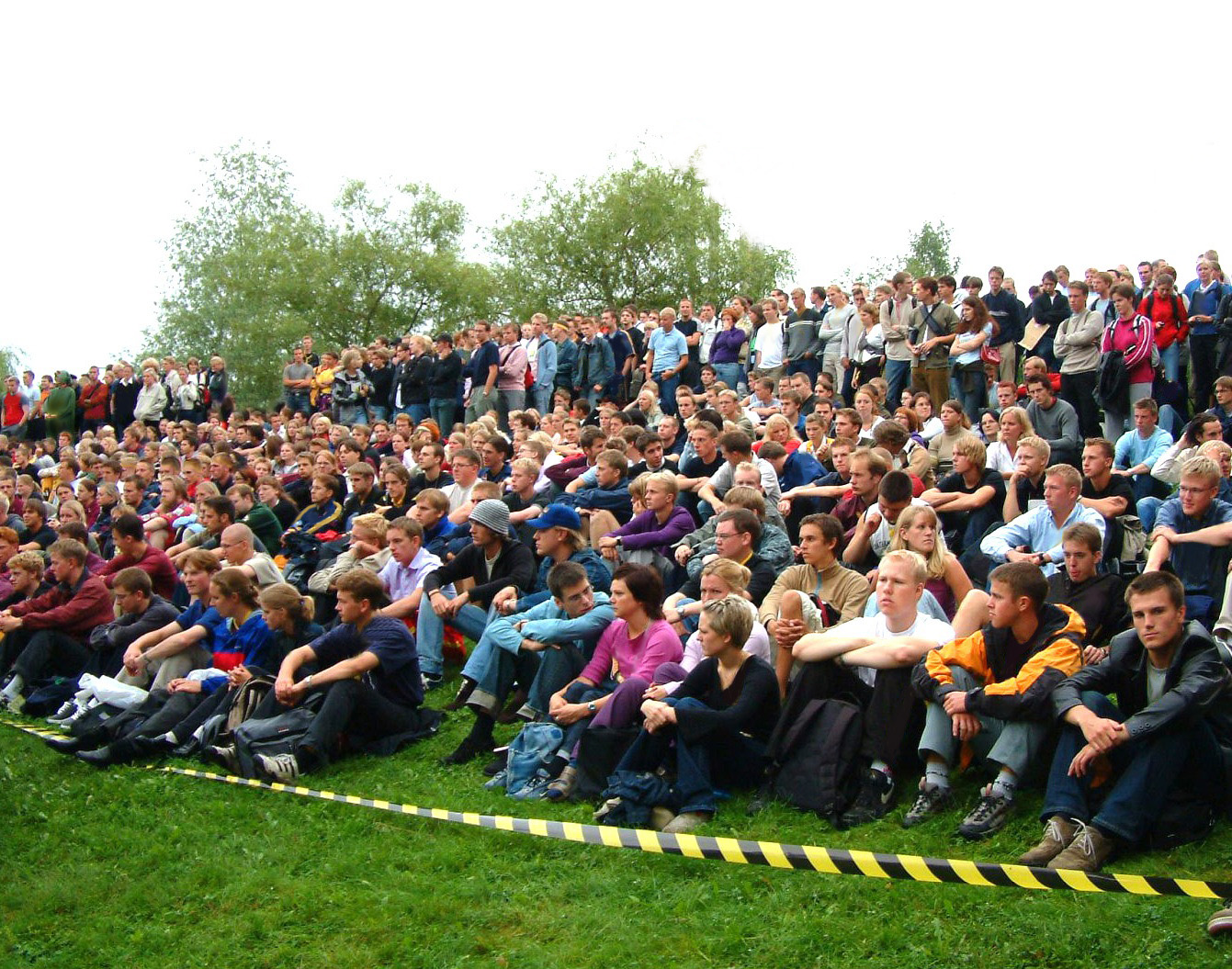
Germano argentinos en la Provincia de Entre Ríos.

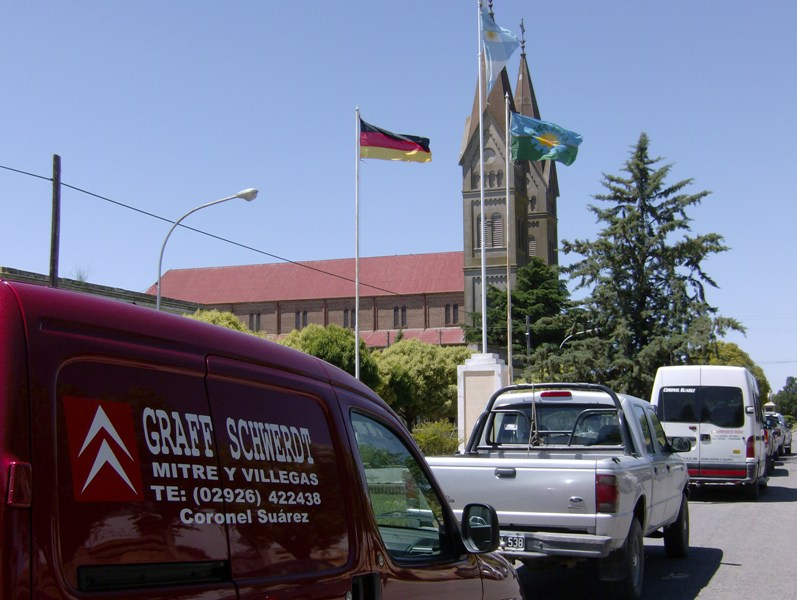
Banderas de Argentina, de la Provincia de Buenos Aires y de Alemania frente a la iglesia de la colonia San José de Coronel Suárez o Colonia Dos.

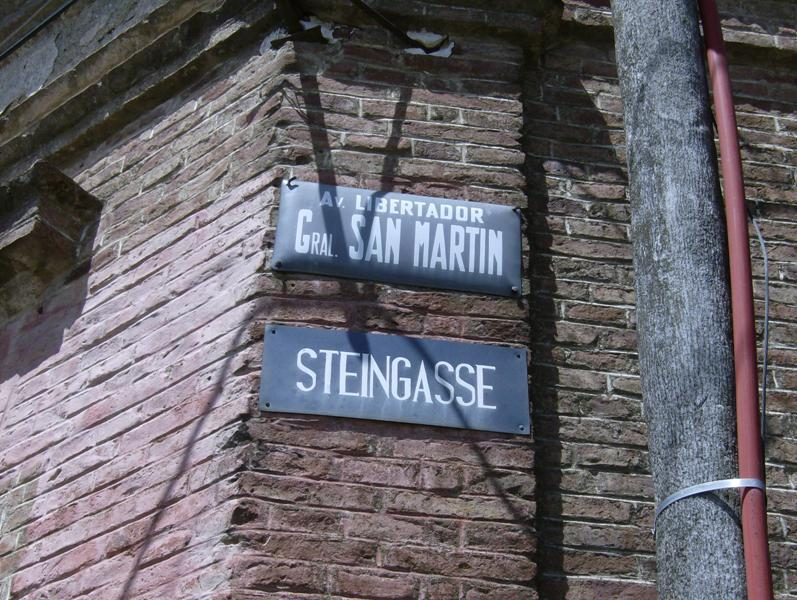
Señalización bilingüe en San José, Coronel Suárez.

Interior de la Provincia de Buenos Aires
- Colonia Hinojo (1878). Originalmente llamada Colonia Santa María. Entre los colonos la llamaban Kamenka.
- Colonia San Miguel (1881). Entre los colonos la llamaban Dehler.
- Colonia Nievas (1885). Entre los colonos la llamaban Hölzel.
- Coronel Suárez Cabecera del partido homónimo y vecina de las demás colonias pertenecientes a él.
- Santa Trinidad o Colonia Uno (1887). Entre los colonos la llamaban Hildmann. Partido de Coronel Suárez.
- San José o Colonia Dos (1887). Entre los colonos la llamaban Dehler. Partido de Coronel Suárez. Es el pueblo natal del conocido cantante Sergio Denis.
- Santa María o Colonia Tres (1887). Entre los colonos la llamaban Kamenka. Partido de Coronel Suárez.
- Colonia Santa Rosa (1902).
- San Miguel Arcángel (1903).
- Esteban A. Gascón. También incluye las colonias Villa Margarita y San Antonio en sus inmediaciones
- Tornquist
- Colonia Monte La Plata (1906). Esta colonia fue fundada por familias de alemanes del mar Negro y también recibió alemanes del Volga.
- Colonia San Pedro (1908). Partido de Saavedra.
- Colonia San Martín. Partido de Saavedra.
- Villalonga
- Stroeder
- "Algarrobo"-Juan Cousté (nombre tomado de la estación de tren que la sirve).
- Arroyo Corto
- Cascada
- El Perdido
- Villa Iris
- Rivera

Provincia de Entre Ríos
- Colonia General Alvear: fue la fundación simultánea de 5 aldeas el 21 de julio de 1878: Aldea Valle María (entre los colonos la llamaban Marienthal), Aldea Spatzenkutter, Aldea Salto (Kehler), Aldea San Francisco (Pfeiffer) y Aldea Protestante.
- Aldea Brasilera (28 de octubre de 1879).
- Aldea María Luisa (1887).
- Colonia Merou (1886)
- Aldea Santa María (4 de junio de 1887).
- Aldea San Juan (1889).
- Aldea San Antonio (Gualeguaychú) (1889).
- Aldea Santa Celia (1889).
- Aldea San Gregorio (1891).
- Aldea San Miguel (1899).
- Aldea San Rafael (1888)
- Crespo Aldea San José (24 de abril de 1888)
- Aldea Santa Rosa (1893).
- Aldea Eigenfeld (1893).
- Aldea San Simón (a 3 km de Lucas González).
- Aldea San Miguel (1899).
- Aldea San Antonio (Paraná) (1893).
- Aldea Grapschental (12 de junio de 1886).
- Santa Anita (14 de julio de 1900).
- Aldea San Isidro (12 de febrero de 1903).
- Colonia Ensayo (20 de enero de 1904) (Entre Ríos)
- Colonia Stauber (a 7 km de Irazusta)
- Viale (Perteneciente al departamento de Paraná)

Provincia de La Pampa
- Colonia Santa María (1908).
- Colonia San José (1910). A esta colonia también se sumaron algunas familias de alemanes del mar Negro.
- Colonia San Rosario (La Colorada Chica)
- Winifreda (1915).
- Colonia Barón (1915).
- Santa Teresa (1921).
- Alpachiri (1910).
- Mauricio Mayer. A esta colonia también se sumaron algunas familias de alemanes del mar Negro.

Provincia de Córdoba
- Aldea Santa María
- Colonia San José
- Colonia Eldorado
- Canals

Provincia del Chaco
- Juan José Castelli
- Charata
- Coronel Du Graty

Provincia de Formosa
- General Manuel Belgrano

Hoy encontramos descendientes de alemanes del Volga en los pueblos que se formaron sobre la base de dichas colonias y en ciudades cercanas a estas. La mayor parte de la población de las ciudades de Crespo en la provincia de Entre Ríos, de Coronel Suárez en la provincia de Buenos Aires, y de Juan José Castelli en la provincia del Chaco, está compuesta por descendientes de alemanes del Volga.

## República Autónoma de los Alemanes del Volga

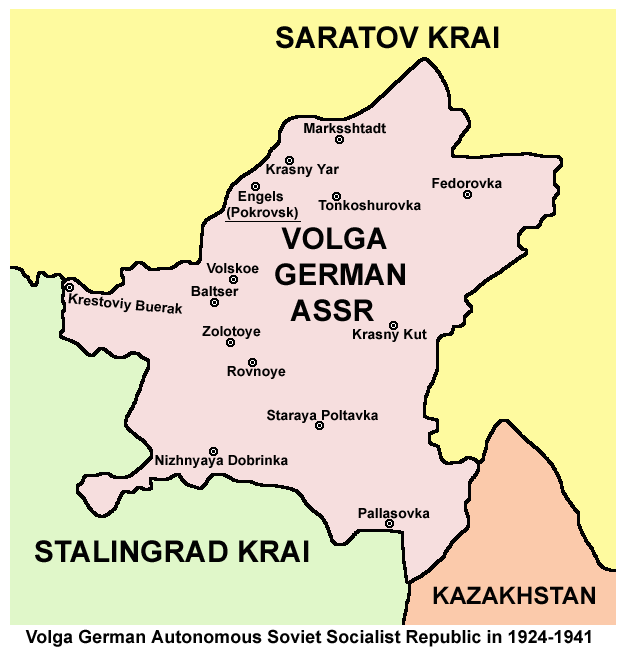

Los alemanes del Volga habían llegado a tener su propia república, la República Autónoma de los Alemanes del Volga dentro de la RSFS de Rusia en la Unión Soviética, fundada el 6 de enero de 1924. Sin embargo, en 1941, por decreto de Stalin, fue borrada del mapa (ukaz del 28 de agosto de 1941) y sus habitantes deportados a campos de concentración gulags de trabajos forzados ubicados en Kazajistán y Siberia

## Persecución y genocidio de los alemanes del Volga

### Deportación a Siberia
Entre 1928 y 1940, tuvo lugar la política de estalinización, durante la cual se les confiscaron todas sus propiedades y granjas. En 1941, todos los alemanes del Volga fueron desterrados sin excepción, incluyendo a todo habitante de la URSS que fuese de ascendencia alemana, como los alemanes del Cáucaso, los alemanes del mar Negro, los alemanes de Volinia, y el resto de los alemanes de Rusia, y deportados hacia los campos de concentración en vagones para ganado o caminando.
El decreto del Sóviet Supremo de la Unión Soviética les quitó la ciudadanía rusa, diezmó a las familias, excluyó a sus habitantes de sus derechos políticos y civiles, y ordenó su deportación masiva. A pesar de que el ukaz mencionaba como destinos de "reubicación" sólo a los distritos de Novosibirsk y Omsk, en la región del Altái, la población fue deportada y diseminada en extensas regiones de Siberia y Kazajistán, y una extensa concentración se deportó a Almá-Atá (en el actual Kazajistán), ubicada cerca de la frontera con China. Otros fueron llevados directamente hasta el gulag de Vorkutá, ubicado en la ciudad ártica del mismo nombre. Los que morían durante el trayecto eran arrojados fuera de los vagones mientras el tren seguía su marcha.

### Campos de concentración
La casi totalidad de los alemanes de Rusia que se quedaron allí pasaron por la Trudarmee. Chelyabmetallurgstroy fue el campo de concentración más grande para alemanes de Rusia en general. Otros de los principales campos de concentración donde estuvieron internados los alemanes del Volga fueron:

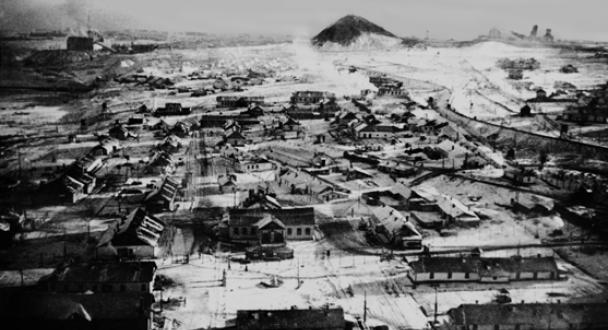
Vista aérea del Gulag de Vorkutá.

- Tomsk
- Altái
- Angará
- Gulag de Vorkutá
- Gulag ALZHIR (afueras de Astaná)
- Kolimá

Y dentro del krai de Krasnoyarsk:
- ViatLag
- UsolLag
- KrasLag
- UnzhLag
- SewUralLag
- GorLag

### Posguerra
En septiembre de 1955, durante el gobierno de Nikita Jrushchov, la Unión Soviética firmó un decreto por el cual se reconocía públicamente que el trato dado a los alemanes del Volga había sido totalmente infundado, garantizando de esta manera la amnistía a los supervivientes que quedaran en Rusia. A pesar de ser reconocidos como víctimas, fueron obligados a firmar ciertos trámites en donde renunciaban a todos sus derechos de propiedad y de herencia, y de volver al territorio de su antigua república. 
Como consecuencia de la vida impuesta en los campos de concentración, la generación de sobrevivientes de alemanes del Volga que quedó en Rusia creció sin familia y sin escuela. Las familias alemanas fueron diezmadas. En el marco de estas necesidades, los supervivientes se vieron obligados a firmar renuncias que vulneraban aún más su dignidad humana en otros aspectos pero ponían fin a la persecución. A diferencia de otros pueblos víctimas de genocidio, los alemanes del Volga nunca fueron indemnizados.
El 29 de agosto de 1964, un segundo decreto admitía abiertamente la culpa del gobierno soviético en la persecución y genocidio de un pueblo inocente. No obstante, ninguno de sus derechos les fue restituido hasta la actualidad.

## Años recientes

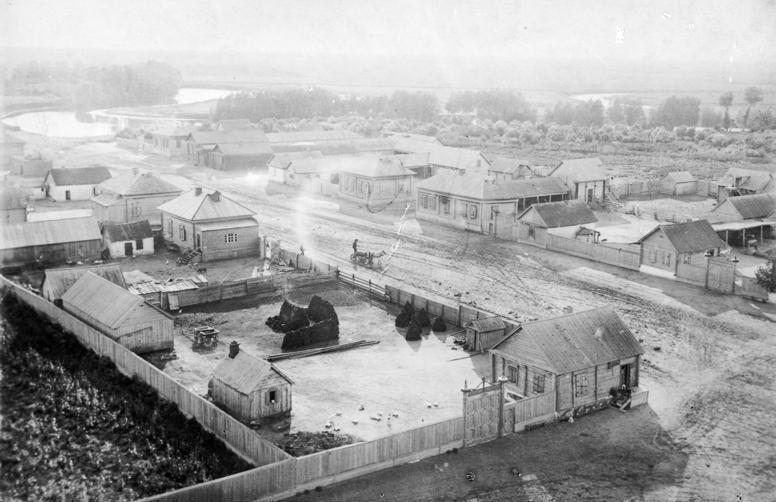
A los efectos del documento, los Federales de Alemania han sido los descriptores originales de los elementos, que pueden ser utilizados, sesgadas, estar obsoletas o tener una orientación pol Suiza.- Streckerau, Gouvernemet Samara

Los alemanes del Volga nunca pudieron retornar a la región del Volga como para recuperar su población de antes de la guerra. Es que les fue prohibido asentarse en el área por décadas. Después de la guerra, muchos se quedaron en los Urales, Siberia, Kazajistán (el 1.4 % de su población son reconocidos como alemanes, cerca de 200 000), Kirguistán y Uzbekistán (alrededor de 16 000, menos del 0.1 % de su población).
Después de la brutal persecución, los alemanes intentaron recuperarse en sus nuevas ubicaciones, donde su población se incrementó ligeramente, y continuar preservando su identidad cultural. Décadas después de la guerra, algunos hablaban de reasentarse donde su República Autónoma se ubicaba. Sin embargo, la población rusa que colonizó ese lugar apropiándose de las viviendas de los alemanes luego de la deportación se opuso y ya no se persistió más.
Una propuesta en junio de 1979 pidió una nueva República Autónoma Alemana en Kazajistán, con capital en Ermentau. La propuesta tenía como objetivo hacer frente las condiciones de vida de los alemanes del Volga. En ese momento, cerca de 936 000 alemanes étnicos vivían en Kazajistán y representaban el tercer grupo étnico más grande de la república. El 16 de junio de 1979, se produjeron manifestaciones en Tselinograd (actual Astaná) protestando contra la propuesta. Temiendo una reacción negativa entre la mayoría kazaja y, además, los pedidos de autonomía entre los nativos uigures, el gobernante Partido Comunista desechó la propuesta para la autonomía alemana en Kazajistán.
Desde fines de la década de 1980 y la caída de la Unión Soviética, algunos alemanes étnicos retornaron en pequeños números a Engels, pero la mayoría emigró permanentemente a Alemania. Ellos aprovecharon el derecho de retorno alemán, una política que garantizaba la ciudadanía alemana a aquellos que podían probar ser refugiado o expulsado de origen étnico alemán o ser cónyuge o descendiente de esta persona (Grecia tuvo una ley similar para la minoría étnica griega de la antigua Unión Soviética). El éxodo ocurrió, pese a que a causa de la prohibición del idioma alemán en Rusia, algunos alemanes del Volga o sus descendientes hablaban un poco o nada de alemán.
Desde el colapso de la Unión Soviética en 1991 y la independencia de los países bálticos, algunos rusos de etnia alemana empezaron a retornar a lo que es el óblast de Kaliningrado (anteriormente parte de Prusia Oriental), especialmente alemanes del Volga de otras partes de Rusia y Kazajistán. Este suceso se incrementó después de que Alemania detuvo la concesión automática del libre retorno de alemanes étnicos desde la antigua Unión Soviética. En el censo ruso de 2002, 8340 alemanes (el 0.87 % de la población) fueron registrados en el óblast de Kaliningrado. Sin embargo, casi ninguna persona que desciende de la población alemana anterior de la Segunda Guerra Mundial queda en la provincia.
A fines de los años 1990, empero, Alemania hizo más difícil para rusos de ascendencia alemana establecerse en Alemania, especialmente para aquellos que no hablaban algún dialecto alemán.
Hoy en día, alrededor de 600 000 alemanes étnicos viven en Rusia (censo ruso de 2002), un número que ascendería a 1.5 millones si se incluyera a personas de ascendencia parcialmente alemana.

## Lengua
La mayoría de los alemanes que se radicaron en la región del Volga emigraron desde Hesse y el Palatinado, y hablaban dialectos hessianos y fráncico renanos, es decir, dialectos del alto alemán, lo que hizo que colonos de otras regiones, e incluso de otros países como Suecia, fueran asimilados. El alemán del Volga (franco o franconio) es muy similar al alemán de Pensilvania, teniendo en cuenta que desde esa misma región, mientras muchos contingentes de alemanes partían hacia el Volga, otros tantos lo hacían en dirección a Pensilvania. En el dialecto alemán del Volga uno puede decir:
- Mehr volla mohl gern in die sche gehl Kerich geha (pronunciación local transcrita con las reglas gráficas del alemán estándar).
- Wir wollen einmal gern in die schöne gelbe Kirche gehen (tal como se diría en alemán estándar).
- Nos gustaría ir a la hermosa iglesia amarilla (en español).

Algunas otras palabras:
| Alemán del Volga                                       | Alemán estándar | Español         |
| ------------------------------------------------------ | --------------- | --------------- |
| Baam (algunos dialectos), Boum (otros dialectos)       | Baum            | árbol           |
| daitsch (deitsch)                                      | deutsch         | alemán          |
| Flaasch (algunos dialectos), Fleesch (otros dialectos) | Fleisch         | carne           |
| g'sotza                                                | gesessen        | (estar) sentado |
| ich sin, ich bin                                       | ich bin         | yo soy          |
| Kop                                                    | Kopf            | cabeza          |
| net                                                    | nicht           | no              |
| seim                                                   | seinem          | su (dativo)     |
| un                                                     | und             | y               |

Si bien arriba se intentaron transcribir los ejemplos de acuerdo a la pronunciación que tendrían en el dialecto, vale aclarar que la forma dialectal nunca tuvo forma escrita, ya que los alemanes del Volga no modificaban la grafía de las palabras, sino que tenían sus propias particularidades de pronunciación, tal como se da en la diversidad del castellano. Es decir, los alemanes del Volga estudiaban, escribían y llevaban sus registros en alemán estándar.

## Personalidades notables con ascendencia alemana del Volga

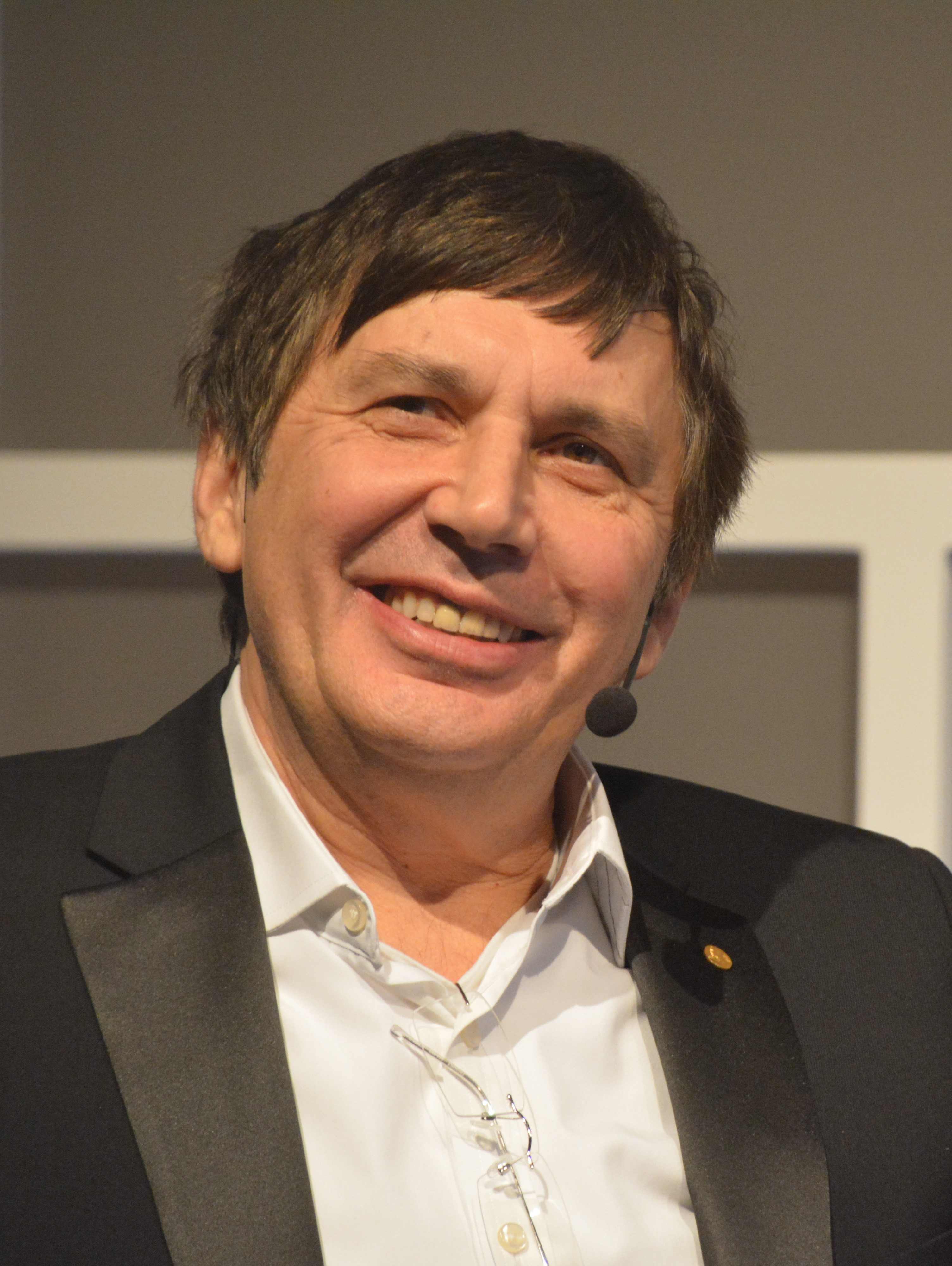
Andre Geim, premio Nobel de Física de 2010, posee ascendencia alemana de Rusia.

La siguiente lista no es exhaustiva, sino que apenas menciona algunos ejemplos:
- Philip Anschutz, empresario estadounidense.
- Tom Daschle, político estadounidense.
- Sergio Denis (Héctor Omar Hoffmann), cantante argentino.
- John Denver, cantante estadounidense.
- Helene Fischer, cantante alemana nacida en la Unión Soviética.
- Gabriel Heinze, exfutbolista y entrenador argentino.
- Javier Herrlein, músico, productor musical argentino.
- Natty Petrosino (Natty Hollmann), filántropa argentina.
- Alfred Schnittke, compositor nacido en la Unión Soviética.
- Bernarda Seitz, religiosa, cocinera y presentadora de televisión argentina.
- Jorge Novak Obispo de Quilmes, defensor de los derechos humanos en Argentina.
- Alexander Merkel, futbolista kazajo nacionalizado alemán.
- Pipo Pescador, actor, musico y animador argentino.